# Richelieu (plaats)
Richelieu is een plaats in het district Commewijne in Suriname. Het ligt aan de Oost-Westverbinding en is met het openbaar vervoer per bus bereikbaar.
Sinds 2018 kunnen bewoners aangesloten worden op het waterleidingnet van de SWM. In 2019 werd begonnen met de oplevering van tweehonderd nieuwe huizen in het dorp. Deze worden aan de noordzijde gebouwd, waar in het verleden de plantage Richelieu lag.
Sinds 2014 is een vestiging van de politie van het ressort Tamanredjo. Ook is er een cellenhuis in Richelieu gevestigd. Verder is er een moderne speeltuin en zijn er supermarkten.
In Richelieu is sinds 2018 de Surinaamse Pencak Silat Associatie gezeteld.